# Purworejo (Bae)
Purworejo is een bestuurslaag in het regentschap Kudus van de provincie Midden-Java, Indonesië. Purworejo telt 2543 inwoners (volkstelling 2010).